# Pyrenaearia daanidentata
Pyrenaearia daanidentata é uma espécie de gastrópode da família Hygromiidae.
É endémica de Espanha. 